# 域名盗窃
域名盗窃是指未经原注册人允许，或滥用域名托管和注册商软件系统的特权，改变域名注册的行为。
这对原始域名持有者来说可能是毁灭性的打擊，因为他们原本要从该域托管的网站中获得商业收入或通过该域的电子邮件帐户开展业务，這樣的行為發生後就意味著他們在財政上受到損失。盗窃成功后，盗窃者可以使用该域名来進行其他非法活动，例如网络钓鱼，网站悄悄记录用戶的登录密码以及發送垃圾邮件和散播恶意软件。